# Senegalia angustissima
Senegalia angustissima là một loài thực vật có hoa trong họ Đậu. Loài này được (Mill.) Pedley miêu tả khoa học đầu tiên năm 1986.